# Arumuganeri
Arumuganeri é uma panchayat (vila) no distrito de Toothukudi, no estado indiano de Tamil Nadu.

## Geografia
Arumuganeri está localizada a 8° 34′ N, 78° 07′ L. Tem uma altitude média de 6 metros (19 pés).

## Demografia
Segundo o censo de 2001,  Arumuganeri  tinha uma população de 24,801 habitantes. Os indivíduos do sexo masculino constituem 47% da população e os do sexo feminino 53%. Arumuganeri tem uma taxa de literacia de 78%, superior à média nacional de 59.5%; com 49% para o sexo masculino e 51% para o sexo feminino. 11% da população está abaixo dos 6 anos de idade.